# Pierre Albaladejo
Pierre Albaladejo (Dax, 14 de diciembre de 1933) es un exjugador francés de rugby que se desempeñaba como fullback.
Considerado uno de los pateadores con mejor técnica de la historia, en una época lideró la lista de los máximos anotadores de drops en test matches, de la que aún forma parte.

## Selección nacional
Fue convocado a Les Bleus por primera vez en abril de 1954 para enfrentar al XV de la Rosa y jugó con ellos por diez años, hasta cuando disputó su último partido en octubre de 1964 frente a Fiyi. En total jugó 30 partidos y marcó 104 puntos.

## Rivalidad con Clarke
Albaladejo fue contemporáneo a Don Clarke, fullback neozelandés, capitán de los All Blacks y quien era apodado la Bota por su excelente técnica. En aquellos tiempos se los comparaba y rivalizaba porque se los consideraba los mejores pateadores del Mundo: ambos eran muy prolíficos en acertar a los palos y ambidextros, pero Clarke tenía un despeje muy potente, lejano y efectivo, y el francés era el mejor en goles de drops.
Finalmente el neozelandés ganó el duelo por su espléndido juego: en defensa poseía un tackle efectivo y en ataque; agilidad y potencia que lo hacían un jugador completo.

## Palmarés
- Campeón del Torneo de las Seis Naciones de 1959 y 1961.
- Campeón de la Copa de Francia de Rugby de 1957 y 1959.